# الجبلية (بو جديان)
الجبلية هي إحدى مشيخات المملكة المغربية، تتبع جغرافيا لإقليم العرائش وإداريًا لبو جديان. يقدر عدد سكانها بـ 6817 نسمة حسب الإحصاء الرسمي للسكان والسكنى لسنة 2004.